# HD 75926
HD 75926，又名CD-42 4723，SAO 220581、HR 3530，是一颗恒星，视星等为6.55，位于銀經263.25，銀緯1.15，其B1900.0坐标为赤經8h 47m 50.5s，赤緯-42° 1.15′ 46″。